# Daniel Håkansson
Daniel Håkansson, född 2 augusti 1974 i Ljungby, är en svensk före detta ishockeyspelare (forward) som spelade i Troja-Ljungby under hela sin karriär som inleddes på A-lagsnivå 1992. Håkansson var en offensivt skicklig spelare och hans bästa säsong poängmässigt var säsongen 2005/2006 då han gjorde 59 poäng (23 mål och 36 assist) på 44 matcher i Division 1. På Allsvensk nivå gjorde Håkansson sin bästa säsong 2008/2009 då han mäktade med 48 poäng (17 mål och 31 assist) på 45 spelade matcher.